# Sala Baker
Sala Baker (* 22. September 1976 in Wellington) ist ein neuseeländischer Schauspieler und Stunt-Koordinator.
Bekannt wurde er vor allem durch seine Rolle als Sauron in den Der Herr der Ringe-Filmen Die Gefährten und als Uruk-hai in Der Herr der Ringe: Die Zwei Türme.

## Filmografie
- 2001: Der Herr der Ringe: Die Gefährten (The Lord of the Rings: The Fellowship of the Ring)
- 2002: Der Herr der Ringe: Die zwei Türme (The Lord of the Rings: The Two Towers)
- 2003: Der Herr der Ringe: Die Rückkehr des Königs (The Lord of the Ring: The Return of the King)
- 2005: Potheads: The Movie
- 2007: Operation: Kingdom
- 2007: Prison Break (Fernsehserie, Episode 3x01)
- 2008: The Unit – Eine Frage der Ehre (The Unit, Fernsehserie, Episode 4x05)
- 2009: Chuck (Fernsehserie, Episode 2x18)
- 2009: Star Trek
- 2010: The Book of Eli
- 2013: Parker
- 2013: Navy CIS: L.A. (Fernsehserie, Episode 4x16)
- 2013: Iron Man 3
- 2014: The Equalizer
- 2015: The Player (Fernsehserie, Episode 1x04)
- 2016: The Nice Guys
- 2017: Sleepless – Eine tödliche Nacht (Sleepless)
- 2017: Marvel’s Iron Fist (Fernsehserie, Episode 1x05)
- 2018: Deadpool 2
- 2019: The Mandalorian (Fernsehserie, Episode 1x04)
- 2020: Birds of Prey: The Emancipation of Harley Quinn
- 2020: The Rookie (Fernsehserie, Episode 2x15)
- 2023: The Last Deal
- 2023: Der Killer (The Killer)
- 2023: Dangerous Waters – Überleben ist alles (Dangerous Waters)
- 2025: Shadow Force – Die letzte Mission (Shadow Force)